# Vicién
Vicién ist ein Municipio in der autonomen Gemeinschaft Aragonien in Spanien. Es gehört der Provinz Huesca an. 2024 hatte die Gemeinde 137 Einwohner auf einer Fläche von 14 km².

## Lage
Vicién liegt 9 Kilometer südlich von Huesca und etwa 70 Kilometer nordöstlich von Saragossa. Im Süden des Municipios fließt der Canal del Flumen.

## Feste
- 8. Mai: San Gregorio
- 29. September: San Miguel

## Sehenswürdigkeiten
- Kirche San Gregorio Nacianceno
- Ermita de San Gregorio